# لوكاس فيريسيمو
لوكاس فيريسيمو (مواليد 7 يوليو 1995) هو لاعب كرة قدم برازيلي يلعب في مركز المدافع في نادي الدحيل القطري.

## روابط خارجية
- لوكاس فيريسيمو على موقع الاتحاد الأوربي (الإنجليزية)
- لوكاس فيريسيمو على موقع إي إس بي إن إف سي (الإنجليزية)
- لوكاس فيريسيمو على موقع قاعدة بيانات كرة القدم.إي يو (الإنجليزية)
- لوكاس فيريسيمو على موقع ليكيب (الفرنسية)
- لوكاس فيريسيمو على موقع ناشيونال فوتبول تيمز (الإنجليزية)
- لوكاس فيريسيمو على موقع Soccerbase.com (لاعب) (الإنجليزية)
- لوكاس فيريسيمو على موقع Soccerway.com (الإنجليزية)
- لوكاس فيريسيمو على موقع عالم كرة القدم.نت (الإنجليزية)